# Keauhou Trail
Le Keauhou Trail est un sentier de randonnée des États-Unis situé à Hawaï, sur le Kīlauea, dans le district de Kaʻū du comté d'Hawaï.

## Parcours
D'une longueur totale de 10,9 kilomètres, il part de la Chain of Craters Road à 817 mètres d'altitude et mène au bivouac de Keauhou à 20 mètres d'altitude au bord de l'océan Pacifique en se dirigeant vers le sud et en franchissant le Poliokeawe Pali,. Il est connecté à un petit sentier se dirigeant vers le Hilina Pali Trail à l'ouest au bout de 7,7 kilomètres,. Après 3,2 kilomètres supplémentaires, le sentier arrive à Keauhou, croise le Puna Coast Trail et continue vers le littoral tout proche,.